# 喬皮奧爾霍山 (托托斯區)
喬皮奧爾霍山（Chawpi Urqu），是秘魯的山峰，位於該國中南部阿亞庫喬大區，由坎加約省的托托斯區負責管轄，屬於安地斯山脈的一部分，海拔高度4,400米。